# Гиэрне
Гиэрне (совр. написание Йерне; швед. Hjärne) — дворянский род.
Потомство лейб-медика шведского короля Карла XI, Урбана Йерне (1641—1724).
Высочайшим указом, от 23 апреля / 5 мая 1841 года, член Финляндского Сената, тайный советник Густав Карлович Гиерне (sv:Gustaf Hjärne, 1768—1845) возведен, с нисходящим его потомством, в баронское достоинство Великого Княжества Финляндского.
Род его внесен, 19 / 31 мая 1843 года, в матрикул Рыцарского Дома Великого Княжества Финляндского, в число родов баронских, под № 34.

## Описание герба
по Долгорукову
В голубом поле две серебряные реки, диагонально текущие справа налево, и между ними золотая лодка, имеющая на носу три страусовых пера, а в левом верхнем углу герба золотая шестиугольная звезда.
На щите дворянский коронованный шлем. Нашлемник: две зеленых ветви; на правой ветви три серебряных пятилистника; на левой ветви три красных пятилистника, и между ветвями стоит палица, около коей обвился голубой змей. Намет на щите золотой, подложенный голубым.